# Anh Dũng, Khánh Hòa
Anh Dũng là một xã thuộc tỉnh Khánh Hòa, Việt Nam được thành lập vào 16 tháng 6 năm 2025 từ việc hợp nhất xã Ma Nới và xã Hòa Sơn.

## Lịch sử
Ngày 16 tháng 6 năm 2025, Ủy ban Thường vụ Quốc hội ban hành Nghị quyết số 1667/NQ-UBTVQH15 về việc sắp xếp các đơn vị hành chính cấp xã của tỉnh Khánh Hòa năm 2025 (nghị quyết có hiệu lực từ ngày 16 tháng 6 năm 2025). Theo đó, hợp nhất các xã Ma Nới và xã Hòa Sơn thành xã Anh Dũng.

## Địa lý
Xã Anh Dũng có ranh giới với các xã:
- Phía Bắc giáp với xã Ninh Sơn.
- Phía Đông giáp với xã Mỹ Sơn, Phước Hữu và Phước Hà.
- Phía Tây và Nam giáp với tỉnh Lâm Đồng.

Xã có diện tích là 320,61 km², dân số năm 2025 là 10.300 người, mật độ dân số đạt 32 người/km².